# Habruri

Mapa pogranicza Asyrii i Urartu w połowie IX w. p.n.e. z zaznaczonym położeniem krainy Habruri (Kirruri na mapie), przyłączonej do Asyrii za rządów Aszurnasirpala II

Podział administracyjny imperium asyryjskiego w czasach króla Aszurbanipala z zaznaczoną lokalizacją prowincji Habruri

Habruri (Ḫabruri, zapisywane kurḪab-ru-ri), odczytywane wcześniej Kirruri – w 1 połowie I tys. p.n.e. asyryjska prowincja leżąca w rejonie Dużego Zabu, od zachodu granicząca z prowincją Arbela. Obecnie obszar zajmowany przez równinę Herir (też Harir) w Iraku.
Tereny te zdobył w 883 r. p.n.e. asyryjski król Aszurnasirpal II (883-853 p.n.e.), który przekształcił je w asyryjską prowincję. Począwszy od rządów Salmanasara III (858-824 p.n.e.) aż do rządów Sargona II (722-705 p.n.e.) gubernatorzy prowincji Habruri pojawiają się regularnie w asyryjskich listach i kronikach eponimów jako urzędnicy limmu (eponimowie). Prowincja wzmiankowana jest też w dwóch dokumentach administracyjnych  z czasów panowania Sargona II (722-705 p.n.e.) i w liście z VII w. p.n.e.
Asyryjscy gubernatorzy Habruri znani z asyryjskich list i kronik eponimów:
- Szep-szarri – pełnił urząd eponima w 835 r. p.n.e.[4][5];
- Muszeknisz – pełnił urząd eponima w 813 r. p.n.e.[4][6];
- Aszur-belu-usur – pełnił urząd eponima w 796 r. p.n.e.[4][6];
- Ninurta-mukin-niszi – pełnił urząd eponima w 765 r. p.n.e.[4][7];
- Liphur-ilu – pełnił urząd eponima w 729 r. p.n.e.[4][8];
- Szamasz-upahhir – pełnił urząd eponima w 708 r. p.n.e.[4][9]